# Рикко (лунный кратер)
Кра́тер Рикко (лат. Ricco) — крупный молодой ударный кратер в северной приполярной области обратной стороны Луны. Название присвоено в честь итальянского астронома Аннибале Рикко (1844—1911) и утверждено Международным астрономическим союзом в 1970 г. Образование кратера относится к эратосфенскому периоду.

## Описание кратера

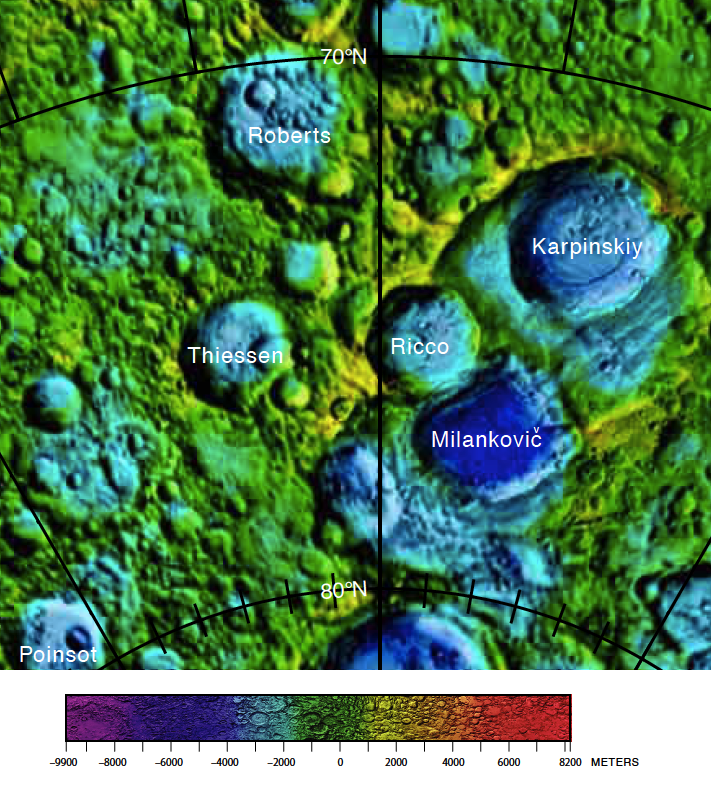
Окрестности кратера Рикко. Фрагмент карты области северного полюса Луны.

Кратер Рикко перекрывает юго-западную часть чаши кратера Миланкович. Другими ближайшими соседями кратера являются кратер Тиссен на востоке; кратер Робертс на юге-юго-востоке и кратер Карпинский на юго-западе. Селенографические координаты центра кратера 74°55′ с. ш. 177°03′ в. д. / 74,92° с. ш. 177,05° в. д., диаметр 65,8 км, глубина 2,7 км.
Кратер имеет полигональную форму и практически не разрушен. Вал с четко очерченной острой кромкой, кроме юго-западной части вала перекрытой породами выброшенными при образовании кратера Карпинский. В свою очередь, породы выброшенные при образовании кратера Рикко перекрывают юго-западную часть чаши кратера Миланкович. Внутренний склон вала с ярко выраженной террасовидной структурой, с осыпями пород у подножия. Высота вала над окружающей местностью достигает 1250 м, объем кратера составляет приблизительно 3700 км³. Дно чаши имеет ровные области окружающие скопление хребтов в центре чаши. Несколько хребтов находятся в северной и южной части чаши, в северо-западной части находится скопление отдельно стоящих холмов.

## Сателлитные кратеры
Отсутствуют.